# Warlord U.K.
Warlord U.K. ist eine englische Death-Metal-Band aus Birmingham.

## Geschichte
Die Band wurde 1993 gegründet und veröffentlichte noch im gleichen Jahr ein erstes Demo und im Folgejahr ein weiteres. Warlord U.K. wurde daraufhin von der deutschen Plattenfirma Nuclear Blast unter Vertrag genommen, die 1996 das Debütalbum Maximum Carnage veröffentlichte. Als Gastsänger war hier Dave Ingram von Benediction zu hören. Kurz darauf wurde die Band aufgelöst und Ende 2008 wieder reaktiviert. Seitdem erschienen zwei weitere Studioalben.

## Stil
Stilistisch wurde das bislang letzte Album We Die as One von metal.de als „Death Metal der schlichten Sorte“ bezeichnet; die Band gehe „ungefähr als kleiner Bruder von Benediction durch“ und auch Vergleiche zu Bolt Thrower seien „nicht aus der Luft gegriffen“.

## Diskografie
- 1993: Warlord (Demo)
- 1994: Alien Dictator (Demo)
- 1996: Maximum Carnage (Album, Nuclear Blast)
- 2010: Evil Within (Album, Copro Records)
- 2012: Be a Warlord or Die (Demo)
- 2013: We Die as One (Album, Xtreem Music)